# Ferndale (Nouvelle-Zélande)
Ferndale est une banlieue de la cité de New Plymouth, située dans l’ouest de l’Île du Nord de la Nouvelle-Zélande.

## Situation
Elle est localisée au sud du centre de la cité de New Plymouth.

## Installation
Le Ferndale Hall fut construit en 1960 après une levée de fonds de la part de la « Ferndale Progressive Association ».

## Démographie
La ville de Ferndale, qui couvre une zone de 1,79 km2, avait une population de 738 habitants lors du recensement de 2018 en Nouvelle-Zélande, en augmentation de 48 personnes soit 7,0 % depuis le recensement de 2013, et une augmentation de 69 personnes soit 10,3 % depuis celui de recensement de 2006. Il y avait 264 logements. On comptait 369 hommes et 369 femmes, donnant ainsi un sexe ratio de 1 homme pour une femme. L’âge médian était de 37,7 ans (comparé aux 37,4 ans au niveau national), avec171 personnes soit 23,2 % âgées de moins de 15 ans, 111 personnes soit 15,0 % âgées de 15 à 29 ans, 363 personnes soit 49,2 % âgées de 30 à 64 ans, et 90 personnes soit 12,2 % âgées de 65 ans et plus.
L’ethnicité était de 92 % Européens/Pākehā, 11,0 % de Māoris, 1,2 % personnes originaires du Pacifique, 3,7 % d’Asie, et 2,8 % d’autre ethnicité (le total fait plus de 100 % dans la mesure où une personne peut s’identifier de multiples ethnicités).
La proportion de personnes nées outre-mer était de 16,7 %, comparée aux 27,1 % au niveau national.
Bien que certaines personnes objectent à donner leur religion, 53,7 % disent n’avoir aucune religion, 37,0 % sont chrétiens , 0,4 % étaient bouddhistes et 2,4 % avaient une autre religion.
Parmi celles de plus de 15 ans, 144 personnes (soit 25,4 %) avait un niveau de bachelier ou un degré supérieur et 78 personnes (soit 13,8 %) n’avaient aucune qualification formelle. 
Les revenus médians étaient de 38 400 $, comparés avec les 31 800 $ au niveau national.
Le statut d’emploi de ceux de plus de 15 ans était pour 288 personnes (soit 50,8 %): employés à plein temps, 105 personnes (soit 18,5 %) étaient employées à temps partiel et 15 personnes soit 2,6 %, étaient sans emploi.